# Совместное заявление лидеров пяти государств о предотвращении ядерной войны и недопущении гонки вооружений
Совместное заявление лидеров пяти государств, обладающих ядерным оружием, о предотвращении ядерной войны и недопущении гонки вооружений (англ. Joint Statement of the Leaders of the Five Nuclear-Weapon States on Preventing Nuclear War and Avoiding Arms Races, фр. Déclaration conjointe des chefs d’Etat et de Gouvernement pour prévenir la guerre nucléaire et éviter les courses aux armements, кит. 五个核武器国家领导人关于防止核战争与避免军备竞赛的联合声明) — совместное заявление глав Великобритании, Китая, России, США и Франции («старых ядерных держав» «Ядерного клуба»), о предотвращении ядерной войны в мире и недопущении гонки вооружений среди государств.
Документ был подготовлен по российской инициативе и опубликован 3 января 2022 года.
В заявлении было сказано, что главная ответственность государств «ядерной пятёрки» состоит в недопущении войны между ядерными державами; государства продолжат соблюдать свои обязательства по договору о нераспространении ядерного оружия и будут укреплять местные меры по предотвращению несанкционированного применения этого типа оружия. Также в нём упоминается о необходимости предотвращения гонки вооружений.
В МИД России сообщили, что изначально договор планировалось обнародовать перед десятой Конференцией по рассмотрению действия Договора о нераспространении ядерного оружия, которая была перенесена на неопределённый срок из-за ухудшения ситуации с COVID-19 в США.